# Bonez Tour
Il Bonez Tour è stato il secondo tour musicale della cantante canadese Avril Lavigne, a supporto del suo secondo album in studio Under My Skin (2004).

## Scaletta
Le seguenti canzoni sono state interpretate da Avril Lavigne al concerto di Dublino, non è pertanto rappresentativa di tutti i concerti del tour.
1. Sk8er Boi
2. Unwanted
3. My Happy Ending
4. I Always Get What I Want
5. Mobile
6. I'm with You
7. Fall to Pieces
8. Don't Tell Me
9. Together
10. Forgotten
11. Tomorrow
12. Nobody's Home
13. Who Knows
14. Losing Grip
15. Take Me Away
16. He Wasn't
17. All the Small Things (Blink-182 Cover)
18. Complicated

## Date
Il tour è iniziato il 26 settembre 2004 a Monaco in Germania, toccando nei mesi successivi altri paesi europei, Nord America, Asia, Australia, Africa, Europa, Stati Uniti d'America e Sud America, per poi concludersi il 25 settembre 2005 a San Paolo, in Brasile.
| Data              | Città                | Paese                 | Luogo                                     |
| ----------------- | -------------------- | --------------------- | ----------------------------------------- |
| Europa            |                      |                       |                                           |
| 26 settembre 2004 | Monaco               | Germania              | Olympiahalle                              |
| 27 settembre 2004 | Düsseldorf           | Germania              | Philipshalle                              |
| 28 settembre 2004 | Parigi               | Francia               | Zénith de Paris                           |
| 30 settembre 2004 | Amsterdam            | Paesi Bassi           | Heineken Music Hall                       |
| 1º ottobre 2004   | Bruxelles            | Belgio                | Forest National                           |
| 3 ottobre 2004    | Manchester           | Regno Unito           | Manchester Evening News Arena             |
| 4 ottobre 2004    | Birmingham           | Regno Unito           | National Indoor Arena                     |
| 6 ottobre 2004    | Belfast              | Regno Unito           | Odyssey Arena                             |
| 7 ottobre 2004    | Glasgow              | Regno Unito           | Scottish Exhibition and Conference Centre |
| 9 ottobre 2004    | Cardiff              | Regno Unito           | Cardiff International Arena               |
| 10 ottobre 2004   | Londra               | Regno Unito           | Wembley Arena                             |
| 11 ottobre 2004   | Londra               | Regno Unito           | Wembley Arena                             |
| 12 ottobre 2004   | Sheffield            | Regno Unito           | Hallam FM Arena                           |
| Nord America      |                      |                       |                                           |
| 25 ottobre 2004   | Dallas               | Stati Uniti d'America | American Airlines Center                  |
| 26 ottobre 2004   | San Antonio          | Stati Uniti d'America | SBC Center                                |
| 27 ottobre 2004   | New Orleans          | Stati Uniti d'America | UNO Lakefront Arena                       |
| 28 ottobre 2004   | Atlanta              | Stati Uniti d'America | Philips Arena                             |
| 30 ottobre 2004   | Hampton              | Stati Uniti d'America | Hampton Coliseum                          |
| 31 ottobre 2004   | Filadelfia           | Stati Uniti d'America | Wachovia Spectrum                         |
| 1º novembre 2004  | Boston               | Stati Uniti d'America | FleetCenter                               |
| 3 novembre 2004   | Auburn Hills         | Stati Uniti d'America | The Palace of Auburn Hills                |
| 4 novembre 2004   | Toronto              | Canada                | Air Canada Centre                         |
| 5 novembre 2004   | Cleveland            | Stati Uniti d'America | CSU Convocation Center                    |
| 6 novembre 2004   | Cincinnati           | Stati Uniti d'America | U.S. Bank Arena                           |
| 8 novembre 2004   | East Rutherford      | Stati Uniti d'America | Continental Airlines Arena                |
| 9 novembre 2004   | Fairfax              | Stati Uniti d'America | Patriot Center                            |
| 11 novembre 2004  | Chicago              | Stati Uniti d'America | United Center                             |
| 12 novembre 2004  | Milwaukee            | Stati Uniti d'America | Bradley Center                            |
| 14 novembre 2004  | Denver               | Stati Uniti d'America | Pepsi Center                              |
| 15 novembre 2004  | Salt Lake City       | Stati Uniti d'America | Delta Center                              |
| 16 novembre 2004  | Las Vegas            | Stati Uniti d'America | Thomas & Mack Center                      |
| 17 novembre 2004  | Glendale             | Stati Uniti d'America | Glendale Arena                            |
| 19 novembre 2004  | San Jose             | Stati Uniti d'America | HP Pavilion at San Jose                   |
| 20 novembre 2004  | San Diego            | Stati Uniti d'America | Cox Arena at Aztec Bowl                   |
| 21 novembre 2004  | Fresno               | Stati Uniti d'America | Save Mart Center                          |
| 23 novembre 2004  | Portland             | Stati Uniti d'America | Rose Garden                               |
| 24 novembre 2004  | Vancouver            | Canada                | Pacific Coliseum                          |
| 25 novembre 2004  | Kelowna              | Canada                | Prospera Place                            |
| 3 dicembre 2004   | Anaheim              | Stati Uniti d'America | Arrowhead Pond of Anaheim                 |
| 4 dicembre 2004   | Sacramento           | Stati Uniti d'America | ARCO Arena                                |
| 5 dicembre 2004   | Tacoma               | Stati Uniti d'America | Tacoma Dome                               |
| 8 dicembre 2004   | Houston              | Stati Uniti d'America | Reliant Arena                             |
| 11 dicembre 2004  | Minneapolis          | Stati Uniti d'America | Target Center                             |
| Asia              |                      |                       |                                           |
| 1º marzo 2005     | Osaka                | Giappone              | Osaka-jō Hall                             |
| 2 marzo 2005      | Osaka                | Giappone              | Osaka-jō Hall                             |
| 4 marzo 2005      | Nagoya               | Giappone              | Nagoya Rainbow Hall                       |
| 6 marzo 2005      | Yokohama             | Giappone              | Yokohama Arena                            |
| 7 marzo 2005      | Hiroshima            | Giappone              | Hiroshima Green Arena                     |
| 8 marzo 2005      | Fukuoka              | Giappone              | Marine Messe Fukuoka                      |
| 10 marzo 2005     | Tokyo                | Giappone              | Nippon Budokan                            |
| 11 marzo 2005     | Hamamatsu            | Giappone              | Hamamatsu Arena                           |
| 12 marzo 2005     | Kōbe                 | Giappone              | World Memorial Hall                       |
| 14 marzo 2005     | Tokyo                | Giappone              | Nippon Budokan                            |
| 15 marzo 2005     | Tokyo                | Giappone              | Nippon Budokan                            |
| 16 marzo 2005     | Nagoya               | Giappone              | Aichi Prefectural Gymnasium               |
| 18 marzo 2005     | Sapporo              | Giappone              | Hokkaido Prefectural Sports Center        |
| 20 marzo 2005     | Tokyo                | Giappone              | Zepp Tokyo                                |
| 23 marzo 2005     | Seul                 | Corea del Sud         | Olympic Fencing Gymnasium                 |
| 25 marzo 2005     | Hong Kong            | Hong Kong             | HKCEC Hall 3                              |
| 27 marzo 2005     | Bangkok              | Thailandia            | Aktiv Square                              |
| 29 marzo 2005     | Taipei               | Taiwan                | Taipei Municipal Stadium                  |
| 31 marzo 2005     | Taguig               | Filippine             | Fort Bonifacio                            |
| 2 aprile 2005     | Singapore            | Singapore             | Singapore Indoor Stadium                  |
| 4 aprile 2005     | Giacarta             | Indonesia             | Istora Senayan                            |
| Australia         |                      |                       |                                           |
| 6 aprile 2005     | Perth                | Australia             | Challenge Stadium                         |
| 8 aprile 2005     | Adelaide             | Australia             | Adelaide Entertainment Centre             |
| 9 aprile 2005     | Melbourne            | Australia             | Rod Laver Arena                           |
| 11 aprile 2005    | Brisbane             | Australia             | Brisbane Entertainment Centre             |
| 12 aprile 2005    | Sydney               | Australia             | Sydney Entertainment Centre               |
| 13 aprile 2005    | Newcastle            | Australia             | Newcastle Entertainment Centre            |
| Africa            |                      |                       |                                           |
| 8 maggio 2005     | Johannesburg         | Sudafrica             | Coca-Cola Dome                            |
| 10 maggio 2005    | Durban               | Sudafrica             | Westridge Park Tennis Stadium             |
| 13 maggio 2005    | Città del Capo       | Sudafrica             | Bellville Velodrome                       |
| Europa            |                      |                       |                                           |
| 16 maggio 2005    | Dublino              | Irlanda               | Point Theatre                             |
| 17 maggio 2005    | Glasgow              | Regno Unito           | Carling Academy Glasgow                   |
| 18 maggio 2005    | Glasgow              | Regno Unito           | Carling Academy Glasgow                   |
| 20 maggio 2005    | Londra               | Regno Unito           | Hammersmith Apollo                        |
| 21 maggio 2005    | Londra               | Regno Unito           | Hammersmith Apollo                        |
| 22 maggio 2005    | Birmingham           | Regno Unito           | NEC Arena                                 |
| 23 maggio 2005    | Brighton             | Regno Unito           | Brighton Centre                           |
| 25 maggio 2005    | Lione                | Francia               | Halle Tony Garnier                        |
| 26 maggio 2005    | Marsiglia            | Francia               | Le Dôme de Marseille                      |
| 27 maggio 2005    | Barcellona           | Spagna                | Palau Sant Jordi                          |
| 29 maggio 2005    | Milano               | Italia                | Piazza del Duomo                          |
| 31 maggio 2005    | Napoli               | Italia                | Piazza del Plebiscito                     |
| 2 giugno 2005     | Vienna               | Austria               | Gasometer Halle                           |
| 3 giugno 2005     | Praga                | Rep. Ceca             | T-Mobile Arena                            |
| 5 giugno 2005     | Budapest             | Ungheria              | Budapest Sports Arena                     |
| 6 giugno 2005     | Katowice             | Polonia               | Spodek                                    |
| 7 giugno 2005     | Bratislava           | Slovacchia            | Incheba Hall                              |
| 9 giugno 2005     | Ginevra              | Svizzera              | SEG Geneva Arena                          |
| 10 giugno 2005    | Basilea              | Svizzera              | St. Jakobshalle                           |
| 11 giugno 2005    | Francoforte sul Meno | Germania              | Jahrhunderthalle                          |
| 13 giugno 2005    | Bonn                 | Germania              | Museumsplatz                              |
| 14 giugno 2005    | Berlino              | Germania              | Arena Berlin                              |
| 15 giugno 2005    | Böblingen            | Germania              | Sporthalle Böblingen                      |
| 16 giugno 2005    | Amburgo              | Germania              | Stadtpark Freilichtbühne                  |
| 18 giugno 2005    | Copenaghen           | Danimarca             | Parken Stadium                            |
| 20 giugno 2005    | Helsinki             | Finlandia             | Helsinki Ice Hall                         |
| 22 giugno 2005    | Stoccolma            | Svezia                | Stockholm Globe Arena                     |
| 26 giugno 2005    | Lussemburgo          | Lussemburgo           | Den Atelier                               |
| Nord America      |                      |                       |                                           |
| 12 luglio 2005    | Hamilton             | Canada                | Copps Coliseum                            |
| 13 luglio 2005    | London               | Canada                | John Labatt Centre                        |
| 14 luglio 2005    | Ottawa               | Canada                | Corel Centre                              |
| 15 luglio 2005    | Toronto              | Canada                | Air Canada Centre                         |
| 17 luglio 2005    | Clarkston            | Stati Uniti d'America | DTE Energy Music Theatre                  |
| 19 luglio 2005    | Nashville            | Stati Uniti d'America | Starwood Amphitheatre                     |
| 21 luglio 2005    | Maryland Heights     | Stati Uniti d'America | UMB Bank Pavilion                         |
| 22 luglio 2005    | Kansas City          | Stati Uniti d'America | Starlight Theatre                         |
| 23 luglio 2005    | Moline               | Stati Uniti d'America | MARK of the Quad Cities                   |
| 25 luglio 2005    | Winnipeg             | Canada                | MTS Centre                                |
| 26 luglio 2005    | Regina               | Canada                | Regina Agridome                           |
| 27 luglio 2005    | Saskatoon            | Canada                | Credit Union Centre                       |
| 29 luglio 2005    | Edmonton             | Canada                | Rexall Place                              |
| 30 luglio 2005    | Calgary              | Canada                | Pengrowth Saddledome                      |
| 31 luglio 2005    | Kamloops             | Canada                | Sport Mart Place                          |
| 2 agosto 2005     | Kelowna              | Canada                | Prospera Place                            |
| 3 agosto 2005     | Prince George        | Canada                | CN Centre                                 |
| 5 agosto 2005     | Victoria             | Canada                | Save-On-Foods Memorial Centre             |
| 6 agosto 2005     | Victoria             | Canada                | Save-On-Foods Memorial Centre             |
| 8 agosto 2005     | Auburn               | Stati Uniti d'America | White River Amphitheatre                  |
| 10 agosto 2005    | Concord              | Stati Uniti d'America | Chronicle Pavilion                        |
| 11 agosto 2005    | Los Angeles          | Stati Uniti d'America | Greek Theatre                             |
| 12 agosto 2005    | Los Angeles          | Stati Uniti d'America | Greek Theatre                             |
| 13 agosto 2005    | Las Vegas            | Stati Uniti d'America | The Joint                                 |
| 14 agosto 2005    | Albuquerque          | Stati Uniti d'America | Tingley Coliseum                          |
| 16 agosto 2005    | The Woodlands        | Stati Uniti d'America | Cynthia Woods Mitchell Pavilion           |
| 17 agosto 2005    | Dallas               | Stati Uniti d'America | Smirnoff Music Centre                     |
| 19 agosto 2005    | Atlanta              | Stati Uniti d'America | HiFi Buys Amphitheatre                    |
| 20 agosto 2005    | Tampa                | Stati Uniti d'America | Ford Amphitheatre                         |
| 21 agosto 2005    | West Palm Beach      | Stati Uniti d'America | Sound Advice Amphitheatre                 |
| 23 agosto 2005    | Charlotte            | Stati Uniti d'America | Verizon Wireless Amphitheatre             |
| 24 agosto 2005    | Raleigh              | Stati Uniti d'America | Alltel Pavilion                           |
| 25 agosto 2005    | Holmdel              | Stati Uniti d'America | PNC Bank Arts Center                      |
| 27 agosto 2005    | Wantagh              | Stati Uniti d'America | Tommy Hilfiger at Jones Beach Theater     |
| 28 agosto 2005    | Saratoga Springs     | Stati Uniti d'America | Saratoga Performing Arts Center           |
| 29 agosto 2005    | Mansfield            | Stati Uniti d'America | Tweeter Center for the Performing Arts    |
| 31 agosto 2005    | Halifax              | Canada                | Halifax Metro Centre                      |
| 1º settembre 2005 | Moncton              | Canada                | Moncton Coliseum                          |
| 2 settembre 2005  | Québec               | Canada                | Colisée Pepsi                             |
| 3 settembre 2005  | Montréal             | Canada                | Bell Centre                               |
| 11 settembre 2005 | Monterrey            | Messico               | Auditorio Coca-Cola                       |
| 13 settembre 2005 | Città del Messico    | Messico               | Palacio de los Deportes                   |
| Sud America       |                      |                       |                                           |
| 15 settembre 2005 | Santiago del Cile    | Cile                  | Estadio San Carlos de Apoquindo           |
| 17 settembre 2005 | Buenos Aires         | Argentina             | Estadio Obras Sanitarias                  |
| 18 settembre 2005 | Buenos Aires         | Argentina             | Estadio Obras Sanitarias                  |
| 22 settembre 2005 | Porto Alegre         | Brasile               | Gigantinho                                |
| 23 settembre 2005 | Curitiba             | Brasile               | Pedreira Paulo Leminski                   |
| 24 settembre 2005 | Rio de Janeiro       | Brasile               | Praça da Apoteose                         |
| 25 settembre 2005 | San Paolo            | Brasile               | Estádio do Pacaembu                       |

### Box office score data
| Sede                       | Città        | Biglietti venduti/disponibili | Incasso    |
| -------------------------- | ------------ | ----------------------------- | ---------- |
| The Palace of Auburn Hills | Auburn Hills | 10,435 / 10,435 (100%)        | $261,198   |
| Air Canada Centre          | Toronto      | 14,632 / 14,632 (100%)        | $475,470   |
| Glendale Arena             | Glendale     | 7,866 / 7,866 (100%)          | $189,985   |
| Pacific Coliseum           | Vancouver    | 11,730 / 11,730 (100%)        | $375,648   |
| Corel Centre               | Ottawa       | 12,712 / 12,712 (100%)        | $510,004   |
| Air Canada Centre          | Toronto      | 29,381 / 29,381 (100%)        | $1,018,757 |
| MTS Centre                 | Winnipeg     | 11,080 / 11,780 (94%)         | $428,828   |
| Rexall Place               | Edmonton     | 10,989 / 11,990 (92%)         | $423,058   |
| Auditorio Coca-Cola        | Monterrey    | 7,673 / 12,202 (63%)          | $405,565   |
| Estádio do Pacaembu        | San Paolo    | 45,000 / 45,000 (100%)        | $835,887   |
| TOTALE                     | TOTALE       | 137,708 / 153,096 (95%)       | $5,348,930 |